# Ecuación de continuidad
En física, una ecuación de continuidad expresa una ley de conservación de forma matemática, ya sea de forma integral como de forma diferencial.

## Teoría electromagnética
En teoría electromagnética, la ecuación de continuidad viene derivada de dos de las ecuaciones de Maxwell. Establece que la divergencia de la densidad de corriente es igual al negativo de la derivada de la densidad de carga respecto del tiempo:
En otras palabras, sólo podrá haber un flujo de corriente si la cantidad de carga varía con el paso del tiempo, ya que esta disminuye o aumenta en proporción a la carga que es usada para alimentar dicha corriente.
{\displaystyle \nabla \cdot {\vec {J}}=-{\partial \rho  \over \partial t}}
Esta ecuación establece la conservación de la carga.

## Mecánica de fluidos
En mecánica de fluidos, una ecuación de continuidad es una ecuación de conservación de la masa. Su forma diferencial es:
{\displaystyle {\partial \rho  \over \partial t}+\nabla \cdot (\rho {\vec {u}})=0}
donde {\displaystyle \rho } es la densidad, t el tiempo y {\displaystyle {\vec {u}}=u_{x}{\vec {i}}+u_{y}{\vec {j}}+u_{z}{\vec {k}}} la velocidad del fluido. 
Es una de las tres ecuaciones de Euler.

## Mecánica cuántica
En Mecánica cuántica, una ecuación de continuidad es una ecuación de conservación de la probabilidad. Su forma diferencial es:

{\displaystyle {\frac {\partial \rho }{\partial t}}+\nabla \cdot \mathbf {j} =0}

Donde {\displaystyle \rho } es la densidad de probabilidad de la función de ondas y {\displaystyle \mathbf {j} } es la corriente de probabilidad o densidad de corriente. Estas dos expresiones se pueden relacionar con la función de onda de una partícula como:

{\displaystyle \rho =|\Psi |^{2}=\Psi ^{*}(\mathbf {r} ,t)\Psi (\mathbf {r} ,t),\quad \mathbf {j} ={\hbar  \over 2mi}\left(\Psi ^{*}{\boldsymbol {\nabla }}\Psi -\Psi {\boldsymbol {\nabla }}\Psi ^{*}\right)\,\!}

## Mecánica relativista
En la teoría especial de la relatividad, una ecuación de continuidad debe escribirse en forma covariante, por lo que la ecuación de continuidad usual para la carga eléctrica y otras magnitudes conservadas se suele escribir en teoría de la relatividad como:

{\displaystyle \partial _{\alpha }j^{\alpha }={\frac {\partial j^{\alpha }}{\partial x^{\alpha }}}=0,\qquad \qquad {\begin{cases}(j^{0},j^{1},j^{2},j^{3})=(\rho c,j_{x},j_{y},j_{z})\\(x^{0},x^{1},x^{2},x^{3})=(ct,x,y,z)\end{cases}}}

La ecuación de continuidad para la densidad másica (o más exactamente la energía másica) y la densidad de momento lineal se escribe en términos del tensor energía impulso:

{\displaystyle \partial _{\alpha }T^{0\alpha }={\frac {\partial T^{0\alpha }}{\partial x^{\alpha }}}=0}

En el contexto de la teoría general de la relatividad las derivadas parciales deben substituirse por derivadas covariantes:

{\displaystyle \nabla _{\alpha }j^{\alpha }=0\quad \Rightarrow \quad {\frac {1}{\sqrt {|g|}}}{\frac {\partial }{\partial x^{k}}}\left({\sqrt {|g|}}j^{k}\right)=0}

Donde {\displaystyle \scriptstyle {\sqrt {|g|}}} es la raíz del determinante del tensor métrico asociado a las coordenadas {\displaystyle \scriptstyle x^{\alpha }}. Y análogamente para la conservación de la energía:

{\displaystyle \nabla _{\alpha }T^{0\alpha }=0}